# Telecomix
Telecomix är ett decentraliserat kluster av nätaktivister som arbetar för att upprätthålla yttrandefriheten på Internet. Under namnet Telecomix ryms både WeRebuild och Telecomix. Telecomix är den operativa delen som verkställer projekt och förslag som presenterats av WeRebuild. Den 15 september 2011 utförde Telecomix en operation där alla Internetanvändare i Syrien blev omdirigerade till en hemsida med information om hur de kan kringgå det kontrollsystem den syriska regeringen använder för att censurera delar av Internet. Senast agerade klustret genom att släppa en loggfil från företaget Bluecoat som avslöjar en massiv övervakningsoperation i Syrien. Läckan har kritiserats av säkerhetsforskaren och hackern Jacob Appelbaum för att avslöja alltför detaljerade uppgifter.

## Historia
Telecomix skapades den 18 april 2009 efter ett förslag av Erik Josefsson vid ett seminarium om övervakning. Vid tidpunkten diskuterades FRA-lagen och andra övervakningslagar i Europaparlamentet. Erik Josefsson frågade publiken om hjälp med att stoppa övervakningslagarna som höll på att godkännas i Europaparlamentet. Kvällen efter seminariet skapades informellt Telecomix av en grupp Internetaktivister.
De första månaderna fokuserade Telecomix' på Telekompaketet, datalagringsdirektivet samt FRA-lagen. Arbetet bestod av att samla information om lagarna och den politiska processen samt offentliga diskussioner med lagstiftare.
Medan Telecomix växte blev definitionen av klustrets arbete och dess gränser allt mer otydligt. Under en intervju med en av aktivisterna beskrevs Telecomix som "an ever growing bunch of friends that do things together" consisting of "[...] roughly 20 extremely active members, 50 active and some 300 total including lurkers".
Internetaktivisten Christopher Kullenberg utsågs hösten 2011 till årets svensk av tidningen Fokus för sina insatser för öppenhet och demokrati på nätet..

## Projekt och verksamhet

### Streisand.me
Ett av Telecomix projekt är Streisand som fått namn efter Streisandeffekten. Målet är att spegla webbplatser med en viss typ av innehåll som blivit censurerat..

### WeRebuild
We Rebuild är en decentraliserad wiki som innehåller information om Telecomix' verksamhet och projekt.

### Interventioner i Egypten
Under internetavbrotten våren 2011 släppte Telecomix en video där de meddelade att de skulle påbörja en serie av försök för att upprätta internetkommunikationen med hjälp av modem, faxar och omdirigera internettrafiken. 

### Interventioner i Syrien
Med liknande medel som i operationen mot Egypten försöker nu Telecomix kringgå Internetcensuren i Syren. Den mest uppmärksammade händelsen var när Telecomix släppte loggfiler från företaget Bluecoat som tillhandahåller övervakningsutrustning. Bluecoat blev tvingade att erkänna att deras utrustning användes i Syrien, även om de inte aktivt hade sålt till landet.

### search.telecomix.org
Telecomix tillhandahåller även en söktjänst som baseras på Seeks, en open-source P2P-serad sökmotor med ett fokus på användarnas integritet. Seeks implementerar en decentraliserad person-till-person arkitektur: installera Seeks på din dator, server eller laptop och dela automatiskt ut resultaten. Medan användare delar sökfrågor över p2p-nätverket skyddar Seeks din integritet genom att skicka krypterade fragment av sökfrågorna till användarna. Detta gör det svårt för andra användare att förstå din ursprungliga fråga.

### Blackthrow
Telecomix medlemmar experimenterar ofta med oortodoxa krypteringsteknologier. Ett sådant projekt är konceptdatorn "Blackthrow" (vilken delar etymologi med ordet svartfax).
| ” | "A blackthrow is a small computer that can be hidden inside government agencies or corporations. It connects to the Tor or I2P networks and publishes its SSH server as a hidden service in any of these networks. The TCMB field agent can then connect to the blackthrow anonymously and remote control it to deliver any type of packets to any location at the internets, that the host organization can connect to." | „ |

Med anledning av den tvivelaktiga legaliteten av Blackthrow-datorer har Telecomix inga dokument på att en sådan apparat existerar.